# Robert Tresilian
Sir Robert Tresilian (morto em 19 de fevereiro de 1388) foi um advogado inglês que serviu como Chefe de Justiça do Banco do Rei entre 1381 e 1387. Nasceu na Cornualha e tinha terras em Tresillian, perto de Truro. Estava profundamente envolvido nas disputas entre o Rei Ricardo II e os Lordes Apelantes, e acabou sendo executado por sua lealdade ao rei.

## Início de carreira e a Revolta Camponesa
Tresilian aparece nos registros pela primeira vez em 1354. Seu início de carreira ocorreu em Oxfordshire e Berkshire; em 1367 foi juiz de paz na última e em 1368 na primeira. Também trabalhou em seu condado natal; em 1369, foi registrado como advogado interino em um caso de avaliação da Cornualha, também foi devolvido ao parlamento daquele ano como Cavaleiro do Condado para a mesma região e, em 1370, foi um juiz de paz para a Cornualha. Na década de 1370, começou a trabalhar na administração real e, em 1378, foi nomeado juiz do Banco do Rei. Pouco depois, também foi nomeado cavaleiro. Quando o Chefe de Justiça Sir John Cavendish foi morto na Revolta Camponesa em 1381, Tresilian foi nomeado para assumir o cargo.
Depois que a rebelião acabou, foi encarregado de punir os rebeldes e o fez com extrema severidade. Ele seguiu o rei Ricardo II até Essex, onde liderou o que foi descrito como um "assassinato sangrento" contra os rebeldes. Ele pressionou os jurados a darem os nomes dos suspeitos e, para maximizar as sentenças, conseguiu que as acusações fossem apresentadas como felonia em vez de transgressões. Ao todo, dezenove homens foram enforcados, enquanto outros doze foram enforcados e arrastados. Havia uma crença generalizada nas localidades de que a retribuição real tinha ido longe demais, e que a reforma do governo era necessária, além de punir os rebeldes, para evitar novas revoltas.

## Envolvimento político e morte
Nos anos seguintes, tornou-se cada vez mais envolvido na política, como um fiel seguidor do rei. Em novembro de 1386, o Parlamento nomeou uma comissão para revisar e controlar as finanças reais. O rei se ressentiu dessa violação de sua prerrogativa real e, nas chamadas "perguntas aos juízes", recebeu respaldo legal para a posição de que a comissão era ilegal. Supõe-se amplamente que foi Tresilian quem redigiu as "perguntas" e, assim, transformou uma controvérsia política em uma disputa legal. Os adversários do rei partiram para o contra-ataque. Em 17 de novembro de 1387, estava entre vários leais à realeza que foram acusados de traição pelo grupo de nobres conhecido como Lordes Apelantes. Quando seu caso foi levado a julgamento, ele se escondeu e não foi encontrado, e foi condenado à revelia. Em 19 de fevereiro de 1388, foi descoberto escondido em um santuário em Westminster. Ele foi arrastado para o tribunal com gritos de 'Nós o pegamos!' da multidão e, como ele já estava condenado, foi sumariamente executado, sendo enforcado nu antes de sua garganta ser cortada.

## Reputação e família
As acusações contra Tresilian consistiam em mais do que simplesmente traição. Ele era um juiz altamente impopular, e entre seus crimes estava também a corrupção. Vários casos foram apresentados na Cornualha e Devon, onde o juiz abusou de seus poderes para aumentar sua própria fortuna. Tresilian e sua esposa Emmaline (Emma) tiveram um filho, John, e pelo menos duas filhas. Através de seu casamento, mas também através de negócios corruptos, adquiriu grandes extensões de terra em Berkshire, Buckinghamshire, Oxfordshire e Cornualha. Sua terra foi confiscada logo após a morte, mas, apesar das objeções de seu filho, grande parte foi recuperada por John Hawley, o velho, um comerciante e corsário de Dartmouth que comprou as propriedades da Coroa. A viúva de Tresilian, Emma, casou-se com John Colshull (MP), da Cornualha.
Na década de 1720, Jonathan Swift, em seu veemente ataque a William Whitshed, Lorde Chefe de Justiça da Irlanda, citou Tresilian e William Scroggs como exemplos equivalentes de corrupção judicial.[carece de fontes?]